# Élections législatives de 1877 dans le Jura
Les élections législatives de 1877 ont eu lieu le 14 octobre 1877.

## Députés élus
|   | Circonscription | Député sortant   |  | Groupe parlementaire | Député élu       |  | Groupe parlementaire |
| - | --------------- | ---------------- |  | -------------------- | ---------------- |  | -------------------- |
| 1 | Dole            | Jules Grévy      |  | Gauche républicaine  | Jules Grévy      |  | Gauche républicaine  |
| 2 | Lons-le-Saunier | Adolphe Lelièvre |  | Gauche républicaine  | Adolphe Lelièvre |  | Gauche républicaine  |
| 3 | Poligny         | Wladimir Gagneur |  | Gauche républicaine  | Wladimir Gagneur |  | Gauche républicaine  |
| 4 | Saint-Claude    | Étienne Lamy     |  | Gauche républicaine  | Étienne Lamy     |  | Gauche républicaine  |

## Résultats à l'échelle du département
| Partis         | Partis              | Premier tour | Premier tour | Sièges |
| Partis         | Partis              | Voix         | %            | Sièges |
| -------------- | ------------------- | ------------ | ------------ | ------ |
|                | Gauche républicaine | 49 287       | 70,45        | 4      |
|                | Légitimistes        | 7 960        | 11,38        | 0      |
|                | Constitutionnel     | 6 877        | 9,83         | 0      |
|                | Bonapartistes       | 5 748        | 8,22         | 0      |
|                | Divers              | 90           | 0,13         | 0      |
|                |                     |              |              |        |
| Inscrits       | Inscrits            | 82 554       | 100,00       | 4      |
| Votants        | Votants             | 70 234       | 85,08        |        |
| Abstentions    | Abstentions         | 12 320       | 14,92        |        |
| Blancs et nuls | Blancs et nuls      | 272          | 0,39         |        |
| Exprimés       | Exprimés            | 69 962       | 99,61        |        |

## Résultats par arrondissement

### Arrondissement  de Dole
| Candidat       | Candidat             | Étiquette,          | Premier tour | Premier tour |
| Candidat       | Candidat             | Étiquette,          | Voix         | %            |
| -------------- | -------------------- | ------------------- | ------------ | ------------ |
|                | Jules Grévy          | Gauche républicaine | 12 304       | 70,35        |
|                | Henry Picot D'Aligny | Légitimiste         | 5 173        | 29,58        |
|                | Divers               |                     | 13           | 0,07         |
|                |                      |                     |              |              |
| Inscrits       | Inscrits             | Inscrits            | 20 113       | 100          |
| Votants        | Votants              | Votants             | 17 563       | 87,32        |
| Abstention     | Abstention           | Abstention          | 2 550        | 12,68        |
| Blancs et nuls | Blancs et nuls       | Blancs et nuls      | 73           | 0,42         |
| Exprimés       | Exprimés             | Exprimés            | 17 490       | 99,58        |

### Arrondissement de Lons-le-Saunier
| Candidat       | Candidat               | Étiquette,          | Premier tour | Premier tour |
| Candidat       | Candidat               | Étiquette,          | Voix         | %            |
| -------------- | ---------------------- | ------------------- | ------------ | ------------ |
|                | Adolphe Lelièvre       | Gauche républicaine | 16 438       | 70,41        |
|                | Picquet de Saint-Amour | Constitutionnel     | 6 877        | 29,46        |
|                | Divers                 |                     | 30           | 0,13         |
|                |                        |                     |              |              |
| Inscrits       | Inscrits               | Inscrits            | 28 395       | 100          |
| Votants        | Votants                | Votants             | 23 475       | 82,67        |
| Abstention     | Abstention             | Abstention          | 4 920        | 17,33        |
| Blancs et nuls | Blancs et nuls         | Blancs et nuls      | 130          | 0,55         |
| Exprimés       | Exprimés               | Exprimés            | 23 345       | 99,45        |

### Arrondissement de Poligny
| Candidat       | Candidat         | Étiquette,          | Premier tour | Premier tour |
| Candidat       | Candidat         | Étiquette,          | Voix         | %            |
| -------------- | ---------------- | ------------------- | ------------ | ------------ |
|                | Wladimir Gagneur | Gauche républicaine | 10 907       | 65,42        |
|                | A. Boyenval      | Bonapartiste        | 5 748        | 34,48        |
|                | Divers           |                     | 17           | 0,10         |
|                |                  |                     |              |              |
| Inscrits       | Inscrits         | Inscrits            | 19 264       | 100          |
| Votants        | Votants          | Votants             | 16 683       | 86,60        |
| Abstention     | Abstention       | Abstention          | 2 581        | 13,40        |
| Blancs et nuls | Blancs et nuls   | Blancs et nuls      | 11           | 0,07         |
| Exprimés       | Exprimés         | Exprimés            | 16 672       | 99,93        |

### Arrondissement de Saint-Claude
| Candidat       | Candidat                            | Étiquette,          | Premier tour | Premier tour |
| Candidat       | Candidat                            | Étiquette,          | Voix         | %            |
| -------------- | ----------------------------------- | ------------------- | ------------ | ------------ |
|                | Étienne Lamy                        | Gauche républicaine | 9 638        | 77,38        |
|                | Jean-Chrysogone Guigue de Champvans | Légitimiste         | 2 787        | 22,38        |
|                | Divers                              |                     | 30           | 0,24         |
|                |                                     |                     |              |              |
| Inscrits       | Inscrits                            | Inscrits            | 14 782       | 100          |
| Votants        | Votants                             | Votants             | 12 513       | 84,65        |
| Abstention     | Abstention                          | Abstention          | 2 269        | 15,35        |
| Blancs et nuls | Blancs et nuls                      | Blancs et nuls      | 58           | 0,46         |
| Exprimés       | Exprimés                            | Exprimés            | 12 455       | 99,54        |